# Giancarlo Pasinato
Giancarlo Pasinato (Cittadella, 20 settembre 1956) è un allenatore di calcio ed ex calciatore italiano, di ruolo centrocampista, tecnico dei Pulcini dell'Union Campo San Martino. Da giocatore veniva soprannominato Carro armato. Gianni Brera lo soprannominò Gondrand.

## Caratteristiche tecniche
Era un mediano che, grazie alle sue frequenti cavalcate lungo tutta la fascia destra, si poteva considerare anche un'ala.

## Carriera

### Giocatore

#### Club

Pasinato con la maglia del Cittadella.

Dopo gli inizi al Cittadella, giocò nell'Ascoli con cui vinse il campionato di Serie B 1977-1978. Acquistato dall'Inter in cambio di Angiolino Gasparini, Pietro Anastasi, Carlo Trevisanello e Claudio Ambu, fu schierato subito titolare. Coi nerazzurri vinse il tricolore 1979-1980.
Alla prima giornata del campionato 1980-1981 segnò il primo dei quattro gol con cui l'Inter batté l'Udinese in trasferta, il millesimo gol dei nerazzurri nei campionati a girone unico.
Negli anni successivi allo scudetto trovò sempre meno spazio nella squadra; con l'Inter vinse la Coppa Italia 1981-1982. Nella stagione 1982-1983 fu in prestito al Milan in Serie B e l'anno successivo tornò all'Inter che abbandonò dopo la stagione 1984-85. 
Tornò all'Ascoli nella stagione 1985-1986 dove vinse per la terza volta il campionato cadetto. Nel finale di stagione un incidente stradale gli causò una frattura al femore.
Fece ritorno a Cittadella nel Campionato Interregionale 1986-1987 dove giocò fino al 1991 contribuendo alla storica promozione nel Serie D 1989-1990 in Serie C2. Nella Serie C2 1990-1991 col Cittadella retrocesse in Interregionale.
In carriera ha totalizzato 141 presenze e 8 reti in Serie A, 97 presenze e 15 reti in Serie B.

#### Nazionale
Ha giocato due gare con la Nazionale B, allora chiamata Sperimentale, nel 1978 a Ferrara e a Genova, rispettivamente contro Svizzera e Germania Ovest.

### Allenatore
Ha allenato la Luparense in Eccellenza e il Reschigliano. Nel 2001 per 5 mesi è stato vice-allenatore del Legnano, in serie C2, guidato da Carlo Muraro. Ha allenato i Piccoli Amici, nel 2011 anche i Giovanissimi, dal 2013 i pulcini dell'Union Campo San Martino, compagine di Campo San Martino in Provincia di Padova.
Nel 2020 è inserito dall'Associazione Italiana Calciatori nel progetto "L'inviato AIC sul campo", che prevede il coinvolgimento diretto di alcuni ex calciatori con la loro presenza allo stadio per le gare di campionato e materialmente sul campo e far raccontare loro storie ed esperienze che hanno vissuto durante la carriera.

## Palmarès

### Competizioni nazionali
- Campionato italiano: 1

Inter: 1979-1980
- Coppa Italia: 1

Inter: 1981-1982
- Campionato italiano di Serie B: 3

Ascoli: 1977-1978, 1985-1986
Milan: 1982-1983
- Campionato italiano di Serie D: 1

Treviso: 1974-1975
- Campionato Interregionale: 1

Cittadella: 1988-1989